# Энсета
Энсе́та (лат. Enséte) — род растений семейства Банановые, включающий в себя 7—8 видов, распространённых в тропических областях Азии и Африки.

## Биологическое описание
Листья достигают в длину 2,5 м, а в ширину — 70 см.

## Размножение
Энсета размножается семенами при температуре почвы 25—30 °С.

## Виды
По информации базы данных The Plant List, род включает 8 видов:
- Ensete glaucum (Roxb.) Cheesman — Энсета сизая, или снежный банан. Распространён в Южной и Юго-Восточной Азии, а также в Папуа-Новой Гвинее.
- Ensete homblei (Bequaert ex De Wild.) Cheesman — Энсета Хомбла
- Ensete lasiocarpum (Franch.) Cheesman
- Ensete livingstonianum (J.Kirk) Cheesman
- Ensete perrieri (Claverie) Cheesman — Энсета Перье. Эндемик Мадагаскара.
- Ensete superbum (Roxb.) Cheesman. Индия.
- Ensete ventricosum (Welw.) Cheesman — Энсета вздутая, или Абиссинский банан. Распространён в Эфиопии.
- Ensete wilsonii (Tutcher) Cheesman — Энсета Вилсона. Китай, провинция Юньнань.

## Таксономическая схема
|  |                                                                              |                       |                       |                       |                       |                       |                       |                       |                                                                    |                       |                       |  | |  |  |  |
|  | отдел Цветковые, или Покрытосеменные (классификация согласно Системе APG II) |                       |                       |                       |                       |                       |                       |                       |                                                                    |                       |                       |  | |  |  |  |
|  |                                                                              |                       |                       |                       |                       |                       |                       |                       |                                                                    |                       |                       |  | |  |  |  |
|  | порядок Имбирецветные                                                        | порядок Имбирецветные | порядок Имбирецветные | порядок Имбирецветные | порядок Имбирецветные | порядок Имбирецветные | порядок Имбирецветные | порядок Имбирецветные | порядок Имбирецветные                                              | порядок Имбирецветные | порядок Имбирецветные |  | ещё 44 порядка цветковых растений, из которых к имбирецветным наиболее близки порядки Злакоцветные, Коммелиноцветные, Пальмоцветные |  |  |  |
|  |                                                                              |                       |                       |                       |                       |                       |                       |                       |                                                                    |                       |                       |  | ещё 44 порядка цветковых растений, из которых к имбирецветным наиболее близки порядки Злакоцветные, Коммелиноцветные, Пальмоцветные |  |  |  |
|  | семейство Банановые                                                          | семейство Банановые   | семейство Банановые   | семейство Банановые   | семейство Банановые   | семейство Банановые   | семейство Банановые   |                       | ещё семь семейств, в том числе Имбирные, Марантовые, Стрелитциевые |                       |                       |  | ещё 44 порядка цветковых растений, из которых к имбирецветным наиболее близки порядки Злакоцветные, Коммелиноцветные, Пальмоцветные |  |  |  |
|  |                                                                              |                       |                       |                       |                       |                       |                       |                       | ещё семь семейств, в том числе Имбирные, Марантовые, Стрелитциевые |                       |                       |  | ещё 44 порядка цветковых растений, из которых к имбирецветным наиболее близки порядки Злакоцветные, Коммелиноцветные, Пальмоцветные |  |  |  |
|  | род Энсета                                                                   | род Энсета            | род Энсета            |                       | род Банан             |                       |                       |                       | ещё семь семейств, в том числе Имбирные, Марантовые, Стрелитциевые |                       |                       |  | ещё 44 порядка цветковых растений, из которых к имбирецветным наиболее близки порядки Злакоцветные, Коммелиноцветные, Пальмоцветные |  |  |  |
|  |                                                                              |                       |                       |                       | род Банан             |                       |                       |                       | ещё семь семейств, в том числе Имбирные, Марантовые, Стрелитциевые |                       |                       |  | ещё 44 порядка цветковых растений, из которых к имбирецветным наиболее близки порядки Злакоцветные, Коммелиноцветные, Пальмоцветные |  |  |  |
|  | 7-8 видов                                                                    |                       |                       |                       | род Банан             |                       |                       |                       | ещё семь семейств, в том числе Имбирные, Марантовые, Стрелитциевые |                       |                       |  | ещё 44 порядка цветковых растений, из которых к имбирецветным наиболее близки порядки Злакоцветные, Коммелиноцветные, Пальмоцветные |  |  |  |
|  |                                                                              |                       |                       |                       | род Банан             |                       |                       |                       | ещё семь семейств, в том числе Имбирные, Марантовые, Стрелитциевые |                       |                       |  | ещё 44 порядка цветковых растений, из которых к имбирецветным наиболее близки порядки Злакоцветные, Коммелиноцветные, Пальмоцветные |  |  |  |
|  |                                                                              |                       |                       |                       |                       |                       |                       |                       | ещё семь семейств, в том числе Имбирные, Марантовые, Стрелитциевые |                       |                       |  | ещё 44 порядка цветковых растений, из которых к имбирецветным наиболее близки порядки Злакоцветные, Коммелиноцветные, Пальмоцветные |  |  |  |
|  |                                                                              |                       |                       |                       |                       |                       |                       |                       |                                                                    |                       |                       |  | ещё 44 порядка цветковых растений, из которых к имбирецветным наиболее близки порядки Злакоцветные, Коммелиноцветные, Пальмоцветные |  |  |  |
|  |                                                                              |                       |                       |                       |                       |                       |                       |                       |                                                                    |                       |                       |  | |  |  |  |
|  |                                                                              |                       |                       |                       |                       |                       |                       |                       |                                                                    |                       |                       |  | |  |  |  |

## Фотографии
|                    |  |  |
| Ensete ventricosum |  |  |